# Warszawa Metro
Warszawa Metro (polsk: Metro warszawskie) er Polens første og hidtil eneste metro, og en af Europas nyeste metro-systemer. Den første etape åbnede i 1995 og den sidste i 2008. Metroen består af en enkelt nord-sydgående linje som forbinder Warszawas centrum med de tæt befolkede nordlige og sydlige forstæder.

## Historie
De første planer om en underjordisk jernbane i Warszawa så dagens lys i 1918, da Warszawa igen blev Polens hovedstad. Planlægning og forundersøgelser startede i 1925, med en forventning om at kunne starte anlægsarbejdet få år senere.
Den store depression satte imidlertid en stopper for planerne, men allerede i 1934 gik man i gang med planlægningen igen og forventede at kunne starte anlægsarbejdet få år senere. Arbejdet startede faktisk i 1938, men blev afbrudt af Nazitysklands invasion. En kort service-tunnel der nåede at blive anlagt fungerer i dag som vinkælder.
10 år senere i 1948 gik man i gang med planlægningen igen i forbindelse med genopbygningen af den stærkt ødelagte by. Mange forskellige planer kom på bordet i perioden indtil 1955, hvor man i gang gik tilbage til de oprindelige planer.
Der skulle imidlertid gå næsten 30 år mere før man i 1984 endelig fik planerne godkendt af regeringen og endelig kunne starte anlægsarbejdet, og der skulle gå yderligere 10 år før den første strækning kunne åbne i 1995.
De første 11,5 km med 11 stationer udgjorde den sydlige del af linjen fra stationen Politechnika (Polytekniske Universitet) i den sydlige del af centrum og Kabaty i de sydlige forstæder. I 1998 tilføjede man yderligere 1,5 km så linjen nu også havde stationer ved Warszawas hovedbanegård og i det egentlige centrum nær den gamle by. Hermed var den sydlige del af forbindelsen endelig komplet.
- 2001 åbnede yderligere 1,5 km, hvormed også den nordlige del af centrum fik stationer
- 2003 åbnedes strækningen til Dworzec Gdański (Gdansk banegård), en vigtig banegård i de nordlige forstæder
- 2005 åbnedes strækningen til Plac Wilsona
- 2006 åbnedes strækningen til Marymont
- 2008 åbnedes den sidste 3,5 km lange del af linjen, der nu har i alt 21 stationer og er 20,5 km lang

## Stationer
Her omtales kort de stationer der ligger nær ved seværdigheder eller andre vigtige lokaliteter.

Kabaty: Sydlige endestation, remise for metro-systemet

Wilanowska: Vigtig lokalt trafikknudepunkt (skift til busser og sporvogne)

Politechnika: Nordlige endestation for metroen da den åbnede i 1995

Centrum: Ligger ved Plac Defilad (Paradepladsen). Nærmeste station for Kulturpaladset og Warszawas hoveddbanegård

Świętokrzyska: Nærmeste station for Warszawas universitet

Ratusz Arsenał (Rådhus Arsenal): Ligger under Plac Bankowy. Nærmeste station for den gamle by og kongeslottet

Dworzec Gdański: Forbindelse til Gdansk banegården

Plac Wilsona: Vigtig lokalt trafikknudepunkt (skift til busser og sporvogne)

Młociny: Nordlige endestation og vigtig lokalt trafikknudepunkt (skift til busser og sporvogne)
- Wikimedia Commons har flere filer relateret til Warszawa Metro

| Jernbane | Spire Denne jernbaneartikel er en spire som bør udbygges. Du er velkommen til at hjælpe Wikipedia ved at udvide den. |

52°13′N 21°02′Ø / 52.22°N 21.03°Ø